# Onthophagus sculptilis
Onthophagus sculptilis es una especie de insecto del género Onthophagus, familia Scarabaeidae, orden Coleoptera.

Fue descrita científicamente por Gerstaecker en 1871.